# ليور باكشي
ليور باكشي هو لاعب كرة قدم إسرائيلي في مركز ظهير ‏، ولد في 13 يوليو 1989 في إسرائيل. شارك مع منتخب إسرائيل تحت 19 سنة لكرة القدم. أما مع النوادي، فقد لعب مع نادي هبوعيل القدس وهابوعيل تل أبيب.